# Colinas Myjava
Las colinas de Myjava (Myjavská pahorkatina en eslovaco) son una cadena montañosa localizada al oeste de Eslovaquia en las proximidades del río Myjava. Su terreno es escarpado en la zona más alta y está formada por flysches carpáticos.
En términos geográficos es parte de la cadena Carpática Eslovaco-Morava, Cárpatos occidentales.
El pico más alto es el monte Bradlo de 543 m s. n. m., lugar donde se encuentra el monumento al general Milan Rastislav Štefánik diseñado por el arquitecto eslovaco Dušan Jurkovič.
A los pies de la formación montañosa se encuentran las localidades de Myjava, Stará Turá y Brezová pod Bradlom.
- Datos: Q3562692
- Multimedia: Myjavská pahorkatina / Q3562692